# Florent (archevêque)
Pour les articles homonymes, voir Florent.
Florent († 29 juin 1266) fut chanoine de Laon, évêque de Saint-Jean-d'Acre (avril 1257 - novembre 1262), et enfin archevêque d'Arles du 28 novembre 1262 à sa mort.

## Biographie
Chanoine de Laon, Florent est postulé par le chapitre de Saint-Jean-d'Acre pour l'évêché. Il devient évêque de Saint-Jean en avril 1257, puis archevêque d'Arles le 28 novembre 1262. Il bénéficie du soutien du pape Urbain IV, né Jacques Pantaléon, ancien archidiacre de Laon et patriarche de Jérusalem. 
Il organise et préside un concile à Arles, probablement en 1263, qui condamne la doctrine de l'Évangile éternel (Joachim de Flore). La condamnation d'Aristote y est rappelée.
Comme les autres prélats provençaux, il est sollicité par les papes Urbain IV puis Clément IV, en 1264 et 1265, pour des secours à destination du royaume de Sicile tenu alors par les comtes de Provence. 
On s'accorde que sa mort survient le 29 juin 1266, peu de temps après que Florent ait reçu les hommages de Bertrand des Baux à Salon (7 juin 1266).

### Sources
- Gallia christiana novissima, Tome 3, pages 467-487